# 濱副慧悟
濱副 慧悟（はまぞえ けいご、1994年4月27日 - ）は、ラグビーユニオンの選手。

## 略歴
2007年、中学2年生の時に川崎市ラグビースクールでラグビーを始める。
2010年、法政第二高等学校に入学。
その後つくば開成高等学校を卒業後、2014年、拓殖大学に入る。
2018年、拓殖大学卒業後、栗田工業ウォーターガッシュに加入。
2025年6月3日、クリタウォーターガッシュ昭島退団を発表。